# Schots amateurkampioenschap golf
Het Schots amateurkampioenschap golf is een jaarlijks internationaal golftoernooi voor amateurs. Het wordt georganiseerd door The Scottish Golf Union. In 2012 werd de 85ste editie van het toernooi gespeeld.
Naast het Schots amateurkampioenschap, dat in matchplay wordt gespeeld, is er ook een Schots amateurkampioenschap strokeplay (Scottish Amateur Stroke Play Championship).
Net als bij het Brits amateurkampioenschap golf wordt via voorrondes, die in strokeplay gespeeld worden, bepaald welke 64 spelers doorgaan naar de echte wedstrijd, die in matchplay gespeeld wordt. De finale bestaat uit 36 holes.
| Jaar                                 | Baan                               | Winnaar                | Score                 | Finalist              |
| Scottish Amateur Open                | Scottish Amateur Open              | Scottish Amateur Open  | Scottish Amateur Open | Scottish Amateur Open |
| ------------------------------------ | ---------------------------------- | ---------------------- | --------------------- | --------------------- |
| 1895                                 | Carnoustie Golf Club               | Tom Brimer.            |                       |                       |
| 1898                                 | Musselburgh Old Course Golf Course |                        |                       |                       |
| 1921                                 |                                    | Sandy Armour           |                       |                       |
| 1936                                 | Carnoustie Golf Club               | E.D. Hamilton          | 1 up                  | R. Neill              |
| 1946                                 | Carnoustie Golf Club               | E.C. Brown             | 3 & 2                 | R. Rutherford         |
| 1952                                 | Carnoustie Golf Club               | F. Gordon Dewar        | 4 & 3                 | J.C. Wilson           |
| Johnnie Walker Scottish Amateur Open |                                    |                        |                       |                       |
| 1954                                 | Nairn Golf Club (1887)             |                        |                       |                       |
| 1960                                 | Carnoustie Golf Club               | J.R. Young             | 5 & 3                 | A.C. Saddler          |
| 1962                                 |                                    | Bobby Cole             |                       | Ronnie DB.M. Shade    |
| 1963                                 |                                    | Ronnie D.B.M. Shade    |                       |                       |
| 1964                                 |                                    | Ronnie D.B.M. Shade    |                       |                       |
| 1965                                 |                                    | Ronnie D.B.M. Shade    |                       |                       |
| 1966                                 |                                    | Ronnie D.B.M. Shade    |                       |                       |
| 1967                                 | Carnoustie Golf Club               | Ronnie D.B.M. Shade    |                       |                       |
| 1971                                 |                                    | Allan Brodie           |                       | Ronnie D.B.M. Shade   |
| 1973                                 | Carnoustie Golf Club               | Ian C Hutcheon Foto    | 3 & 2                 | Allan Brodie          |
| 1981                                 |                                    | Philip Walton          |                       |                       |
| 1982                                 | Carnoustie Golf Club               | C.W. Green             | 1 up                  | G. McGregor           |
| 1987                                 | Nairn                              | Colin Montgomerie      |                       |                       |
| 1992                                 |                                    | Stephen Gallacher      |                       |                       |
| 1993                                 | Royal Dornoch Golf Club            | Dean Robertson         |                       | Raymond Russell       |
| 1995                                 |                                    | Simon Mackenzie (1968) |                       |                       |
| 1997                                 | Carnoustie Golf Club               | Craig Hislop           | 5 & 3                 | Sam Cairns            |
| 1999                                 | Cruden Bay                         |                        |                       |                       |
| 2000                                 |                                    | Steven O'Hara          |                       |                       |
| 2001                                 | Downfield                          | Barry Hume             |                       |                       |
| 2004                                 |                                    | George Murray          |                       |                       |
| 2005                                 |                                    | Robert Dinwiddie       |                       |                       |
| 2006                                 |                                    |                        |                       |                       |
| 2007                                 |                                    | John Gallagher         |                       |                       |
| 2008                                 | Carnoustie Golf Club               | Callum Macaulay        | 5 & 3                 | Steve McEwan          |
| 2009                                 |                                    | David Law              |                       |                       |
| 2012                                 | Royal Dornoch GC                   | Grant Forrest          | 9 & 7                 | Richard Docherty      |
| 2013                                 | Blairgowrie GC                     | Alexander Culverwell   |                       | James White           |

## Varia
- John Jermine won als eerste Welsh speler in 2008 het English Men's Seniors Amateur Championship .
- In 2009 werd het 95ste Scottish Women's Open Amateur Championship op Southerness gespeeld.
- David Law is de eerste speler die het Schots Amateur en de Scottish Boys in hetzelfde jaar heeft gewonnen.